# Trần Trọng Đăng Đàn
Trần Trọng Đăng Đàn (1936 - 2020) là một nhà nghiên cứu văn hóa, Phó giáo sư–Tiến sĩ người Việt Nam. Khởi đầu sự nghiệp nghiên cứu từ năm 1956, ông là tác giả của 50 đầu sách khác nhau; khoảng 400 bài báo cộng tác, các bài tiểu luận phê bình và các công trình khảo cứu về điện ảnh, văn học và văn hóa Việt Nam. Ông đã tốt nghiệp tiến sĩ tại Viện Văn học thế giới (Liên Xô) năm 1987 cũng như là tiến sĩ triết học và văn chương của UNESCO vào năm 1996. Ông còn từng là, nguyên Tổng biên tập tạp chí Khoa học xã hội của Viện Khoa học xã hội vùng Nam bộ Việt Nam.
Ông đã mất ngày 8 tháng 11 năm 2020, hưởng thọ 84 tuổi.

## Công trình
- Điện Ảnh Việt Nam: Lịch sử, tác phẩm, nghệ sĩ, lí luận, phê bình, nghiên cứu. (4 tập)[3]
- Tổng tập Trần Trọng Đăng Đàn: Nghiên cứu, lý luận, phê bình, văn học nghệ thuật, văn hóa tư tưởng, khoa học xã hội và nhân văn. (6 tập)[5]
- Văn học trong cuộc đấu tranh tư tưởng ở miền Nam Việt Nam 1954-1975[6]
- Người Việt Nam ở nước ngoài[6]
- Bác Hồ ra đi tìm đường cứu nước[6]
- Phác thảo chân dung văn hóa Việt Nam[6]
- Nghệ thuật sân khấu Việt Nam
- Hồ Chí Minh về kiều dân và kiều bào
- Hồ Chí Minh, V.I. Lê-nin, C-Mác, Đảng Cộng sản và Việt Nam đổi mới
- Góp mấy dòng vào văn học
- Văn hóa, văn nghệ... Nam Việt Nam 1954-1975
- Văn hoá văn nghệ phục vụ chủ nghĩa thực dân mới Mỹ tại Nam Việt Nam 1954-1975